# Diane d'Andoins
Diane d'Andoins o di Andouins (Hagetmau, 1554 – Hagetmau, 1620) fu contessa di Guiche, detta la belle Corisande. È conosciuta per essere stata un’amante del re Enrico IV.

## Biografia
Figlia di Paul di Andoins, sposò Philibert di Gramont, conte di Guiche, governatore di Bayonne. Erano stati fidanzati da quando Diana aveva dodici anni. Philibert morì di una ferita nel 1580 e Diana restò vedova a soli 26 anni. Fu la madre di Antoine II, duca di Gramont e di una ragazza, Caterina.
Donna rinomata per una grande bellezza e per una vasta cultura, appassionata di letteratura lesse molti romanzi cavallereschi fra cui Amadis de Gaule in cui trova l'eroina nella quale può identificarsi, al punto di adottare il suo nome:  Corisande.
Enrico IV se ne innamorò perdutamente quando era ancora re di Navarra. La contessa gli si donò e gli restò devota tutta la vita: durante le guerre della Lega, vendette per lui i suoi diamanti, impegnò i suoi beni, e arrivò fino a mandargli delle armate di guasconi che aveva arruolato a sue spese. Enrico infatti le aveva promesso di sposarla, ma non mantenne la promessa. 
Morì dimenticata nel 1620 nel suo castello di Hagetmau.